# 문자도

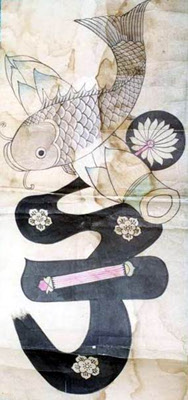
문자도

문자도(文字圖)는 문자의 획 안이나 그 주변에 그린 민화의 일종이다. 소재에 따라 유교 설화나 고사의 내용을 가진 문자도와 기복 신앙적 내용을 가진 문자도로 나뉘지만, 주로 유교 설화나 고사를 그림에 나타낸 효제문자도(孝悌文字圖)를 가리킨다.
효제문자도가 유교를 소재로 한 것과 달리, 혁필화는 가죽을 사용하여 빠른 속도로 그리며, 구복, 길상을 주제로 한다.